# Frontière entre Antigua-et-Barbuda et Saint-Christophe-et-Niévès
La frontière entre Antigua-et-Barbuda et la France concerne la limite maritime entre Antigua-et-Barbuda et Saint-Christophe-et-Niévès. Il n'y a aucun traité qui officialise la délimitation alors le tracé des zones économiques exclusives défini par la convention des Nations unies sur le droit de la mer s'appuie sur une frontière équidistante des côtes respectives.

## Histoire
Les deux pays étaient historiquement des colonies britanniques des Petites Antilles réunies jusqu'au 1er janvier 1960 sous l'autorité du gouverneur des Îles-sous-le-Vent britanniques. La fédération des Indes occidentales créé en 1958 et regroupant les colonies antillaises fut finalement dissoute en 1962.
Antigua-et-Barbuda devient indépendant en 1981 en tant que Royaume du Commonwealth suivi deux ans plus tard par Saint-Christophe-et-Niévès.
Si des discussions au sein de la communauté caribéenne ou de l'OECS ont lieu au sujet des frontières, il n'y a pas d'accord sur le tracé

## Délimitations
La frontière commence au Nord par un tripoint avec la France concernant Antigua-et-Barbuda - Saint-Barthélémy - Saint-Christophe-et-Niévès. Le tracé s'appuie ensuite sur le profil des îles Saint-Christophe (île) / Barbuda et Niévès / Antigua (île). 
L’île de Redonda étend la ZEE antiguayenne vers l'Ouest qui forme un triangle étroit à cet endroit.
La frontière Sud finit par un tripoint avec le Royaume-Uni concernant Antigua-et-Barbuda - Montserrat - Saint-Christophe-et-Niévès

## Carte des frontières maritimes dans les Caraïbes

Délimitations des frontières maritimes dans les États et territoires des Caraïbes.